# Zefír (szőlőfajta)
A Zefír egy magyar fehérborszőlő-fajta, melyet Király Ferenc nemesített 1951-ben a Hárslevelű és a Leányka keresztezéséből.

## Jellemzői
Különleges termesztési igénye miatt Magyarországon csak kis területen (1997-ben közel 184 ha-on) termesztett fajta. Bora sárgába mélyülő zöldessárga színű, illatában a mezei virágokra emlékeztető sokféle illat jelenik meg. Finom savú, alkoholban és zamatban gazdag, inkább lágy jellegű fehérbor.